# Darogha Ubbas Alli
Darogha Ubbas Alli var en indisk fotograf och ingenjör som levde på 1800-talet. 

## Biografi
På 1870-talet, efter att han dragit sig tillbaka från sitt arbete som kommunalingenjör i Lucknow, började han fotografera staden och de omkringliggande områdena. 
Han publicerade 50 stycken av dessa fotografier i ett album, kallat The Lucknow Album, 1874. 1880 publicerade han ett annat album, An Illustrated Historical Album of Rajas and Taaluqdars of Oudh.